# Serie A 1974 (pallanuoto maschile)

La formazione campione d'Italia 1974 della Pro Recco

La Serie A 1974 è stata la 55ª edizione della massima serie del campionato italiano maschile di pallanuoto. La Pro Recco torna al successo e conquista il quattordicesimo scudetto della sua storia; per il secondo anno non ci sono state retrocessioni per allargamento dei quadri.

## Classifica finale
|  |     | Classifica finale 1974 | Pt | G  | V  | N | P  | GF  | GS  | DR  |
|  | --- | ---------------------- | -- | -- | -- | - | -- | --- | --- | --- |
|  | 1.  | Pro Recco              | 36 | 20 | 17 | 2 | 1  | 123 | 58  | +65 |
|  | 2.  | Canottieri Napoli      | 33 | 20 | 16 | 1 | 3  | 135 | 63  | +72 |
|  | 3.  | Napoli                 | 29 | 20 | 14 | 1 | 5  | 120 | 99  | +21 |
|  | 4.  | Sori                   | 27 | 20 | 13 | 1 | 6  | 126 | 94  | +32 |
|  | 5.  | Civitavecchia          | 24 | 20 | 10 | 4 | 6  | 109 | 95  | +14 |
|  | 6.  | Nervi                  | 23 | 20 | 10 | 3 | 7  | 115 | 104 | +11 |
|  | 7.  | Camogli                | 13 | 20 | 5  | 3 | 12 | 62  | 94  | -32 |
|  | 8.  | Florentia              | 12 | 20 | 5  | 2 | 13 | 72  | 112 | -40 |
|  | 9.  | Lazio                  | 10 | 20 | 4  | 2 | 14 | 112 | 138 | -26 |
|  | 10. | Carabinieri            | 8  | 20 | 3  | 2 | 15 | 77  | 134 | -57 |
|  | 11. | Mameli                 | 5  | 20 | 2  | 1 | 17 | 68  | 128 | -60 |
|  |     |                        |    |    |    |   |    |     |     |     |

## Verdetti
- Pro Recco Campione d'Italia